# Voedingsmiddel

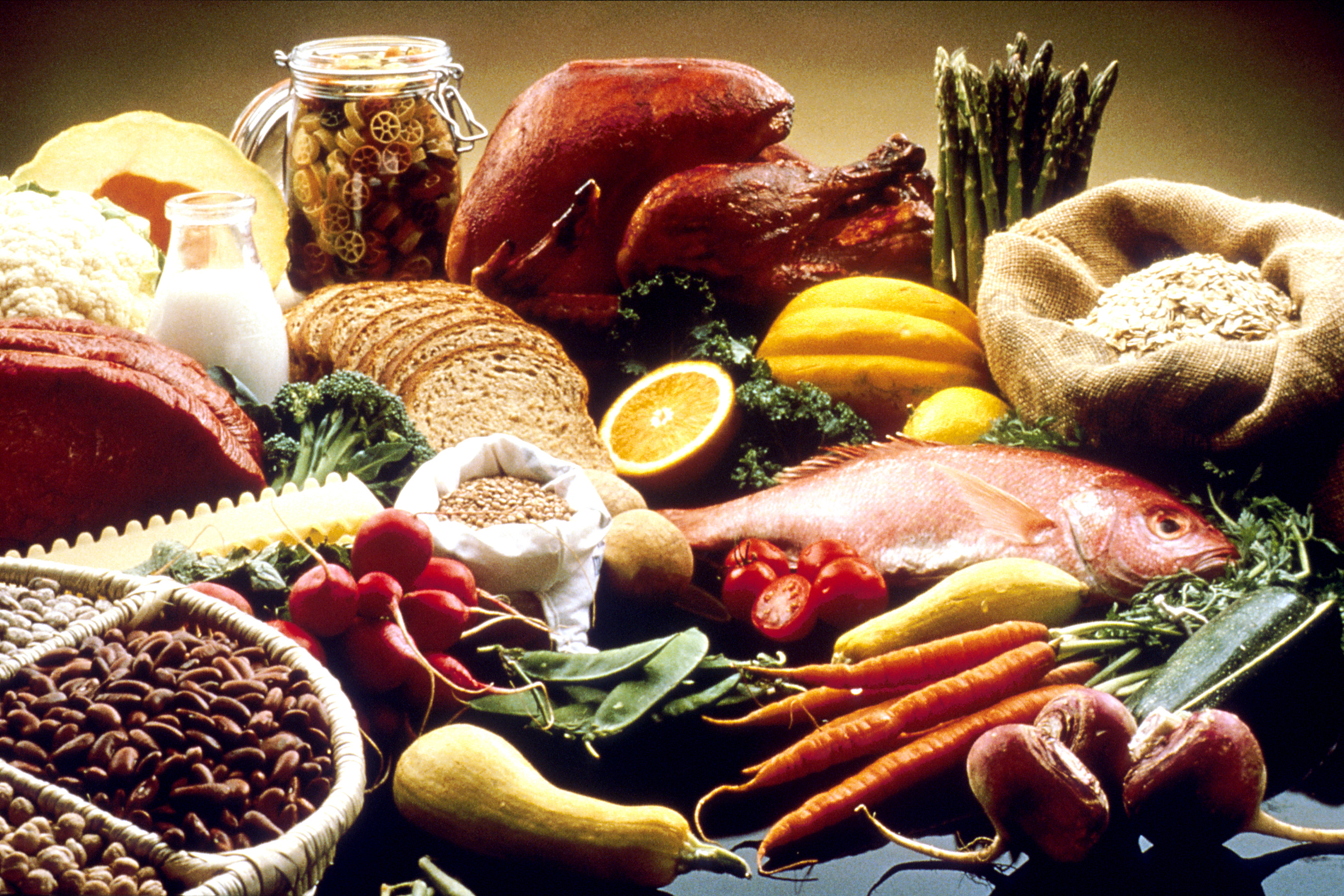
Verschillende soorten voedingsmiddelen

Voedingsmiddelen zijn alle soorten voedsel die door mensen kunnen worden genuttigd. In het geval van voedsel ten behoeve van huis- en landbouwdieren, spreekt men van (dier)voe(de)r respectievelijk veevoer.
Op de verpakking van industriële voedingsmiddelen staat een, binnen de Europese Unie wettelijk verplichte, ingrediëntendeclaratie. Dit is een lijst, in afnemende volgorde, van de natuurlijke ingrediënten plus de toegevoegde voedseladditieven met hun E-nummer. Naast een opsomming van de ingrediënten is een voedingswaardedeclaratie verplicht. Hierin is terug te vinden hoeveel energie het product levert en hoeveel van welke belangrijkste voedingsstoffen in 100 gram product of in een gemiddelde portie aanwezig is. Soms worden op de verpakking ook de in het product aanwezige vitamines vermeld, in dat geval moet ook het aandeel van de aanbevolen dagelijkse hoeveelheid van deze vitamines worden opgegeven.
Deze informatie is bedoeld om de consument te helpen een verantwoord voedingspatroon uit te rekenen voor een gezond lichaam. Bij deze algemene gegevens wordt echter geen rekening gehouden met individuele verschillen zoals leeftijd, geslacht, lichaamsbouw en leefgewoonten (bijvoorbeeld mate van bewegen en al of niet roken). 
De wetenschap die zich bezighoudt met voedingsmiddelen is de voedingsmiddelentechnologie. 